# Nazionale maschile di calcio di Montserrat
La nazionale di calcio di Montserrat è la selezione calcistica della dipendenza britannica di Montserrat, isola del Mar dei Caraibi. È iscritta alla FIFA e alla CONCACAF, ed è posta sotto l'egida della MFA.
La nazionale montserratiana è tra le più deboli del panorama centroamericano e mondiale, avendo disputato solamente 51 incontri ufficiali perdendone 34.
Si trova al 178º posto del ranking FIFA.

## Storia

### Gli esordi e l'eruzione
La nazionale di Montserrat è una selezione molto recente, che ha esordito nel 1991 durante le qualificazioni alla Coppa dei Caraibi. Ha potuto disputare pochissimi incontri casalinghi, poiché nel 1995 il vulcano Soufrière Hills si è risvegliato ed ha sommerso di detriti gran parte dell'isola, costringendo due terzi degli abitanti di Montserrat ad emigrare e distruggendo la capitale Plymouth. Così il presidente della MFA decise di iscrivere nel 1996 la federazione alla FIFA, sperando di ottenere una sovvenzione per riprendere l'attività. Ebbe ragione: infatti arrivarono 850.000 dollari dal "Progetto Goal", permettendo la costruzione di un nuovo stadio. Il calcio giocato riprese sull'isola solo nel 1999, con scarsi risultati.

### L'altra finale
L'incontro più celebre nella storia della selezione montserratiana è stata però un'amichevole: lo stesso giorno della finale del Mondiale 2002, si giocò in Bhutan il match noto come The Other Final (lett. L'altra finale), diventato un documentario. Allo stadio Changlimithang di Thimphu, davanti a circa 25.000 spettatori, andò in scena la partita tra le ultime due nazionali del Ranking FIFA: il Bhutan batté per 4-0 Montserrat, decretandola come la "nazionale peggiore del mondo".

## Partecipazioni ai tornei internazionali
Legenda: Grassetto: Risultato migliore, Corsivo: Mancate partecipazioni

### Coppa dei Caraibi
Gli Emerald Boys non hanno mai partecipato alla Coppa dei Caraibi.

## Statistiche dettagliate sui tornei internazionali

### Mondiali
| Anno | Luogo                          | Piazzamento            | V | N | P | Gol |
| ---- | ------------------------------ | ---------------------- | - | - | - | --- |
| 1994 | Stati Uniti                    | Non iscritta alla FIFA | - | - | - | -   |
| 1998 | Francia                        | Non partecipante       | - | - | - | -   |
| 2002 | Giappone / Corea del Sud       | Non qualificata        | - | - | - | -   |
| 2006 | Germania                       | Non qualificata        | - | - | - | -   |
| 2010 | Sudafrica                      | Non qualificata        | - | - | - | -   |
| 2014 | Brasile                        | Non qualificata        | - | - | - | -   |
| 2018 | Russia                         | Non qualificata        | - | - | - | -   |
| 2022 | Qatar                          | Non qualificata        | - | - | - | -   |
| 2026 | Canada / Stati Uniti / Messico | Non qualificata        | - | - | - | -   |

### Campionato CONCACAF/Gold Cup
| Anno | Luogo                               | Piazzamento                         | V | N | P | Gol |
| ---- | ----------------------------------- | ----------------------------------- | - | - | - | --- |
| 1991 | Stati Uniti                         | Non qualificata                     | - | - | - | -   |
| 1993 | Stati Uniti / Messico               | Non partecipante                    | - | - | - | -   |
| 1996 | Stati Uniti                         | Non qualificata                     | - | - | - | -   |
| 1998 | Stati Uniti                         | Non partecipante                    | - | - | - | -   |
| 2000 | Stati Uniti                         | Non qualificata                     | - | - | - | -   |
| 2002 | Stati Uniti                         | Non qualificata                     | - | - | - | -   |
| 2003 | Stati Uniti / Messico               | Ritirata prima delle qualificazioni | - | - | - | -   |
| 2005 | Stati Uniti                         | Non qualificata                     | - | - | - | -   |
| 2007 | Stati Uniti                         | Non partecipante                    | - | - | - | -   |
| 2009 | Stati Uniti                         | Non partecipante                    | - | - | - | -   |
| 2011 | Stati Uniti                         | Non qualificata                     | - | - | - | -   |
| 2013 | Stati Uniti                         | Non qualificata                     | - | - | - | -   |
| 2015 | Stati Uniti / Canada                | Non qualificata                     | - | - | - | -   |
| 2017 | Stati Uniti                         | Non partecipante                    | - | - | - | -   |
| 2019 | Stati Uniti / Costa Rica / Giamaica | Non qualificata                     | - | - | - | -   |
| 2021 | Stati Uniti                         | Non qualificata                     | - | - | - | -   |
| 2023 | Stati Uniti/ Canada                 | Non qualificata                     | - | - | - | -   |
| 2025 | Stati Uniti/ Canada                 | Non qualificata                     | - | - | - | -   |

### Olimpiadi
- Nota bene: a differenza di altri Territori d'oltremare britannici (quali Bermuda o le Isole Cayman), Montserrat non ha mai partecipato ai Giochi olimpici.

### Confederations Cup
| Anno | Luogo                    | Piazzamento     | V | N | P | Gol |
| ---- | ------------------------ | --------------- | - | - | - | --- |
| 1992 | Arabia Saudita           | Non invitata    | - | - | - | -   |
| 1995 | Arabia Saudita           | Non invitata    | - | - | - | -   |
| 1997 | Arabia Saudita           | Non qualificata | - | - | - | -   |
| 1999 | Messico                  | Non qualificata | - | - | - | -   |
| 2001 | Corea del Sud / Giappone | Non qualificata | - | - | - | -   |
| 2003 | Francia                  | Non qualificata | - | - | - | -   |
| 2005 | Germania                 | Non qualificata | - | - | - | -   |
| 2009 | Sudafrica                | Non qualificata | - | - | - | -   |
| 2013 | Brasile                  | Non qualificata | - | - | - | -   |
| 2017 | Russia                   | Non qualificata | - | - | - | -   |

### Coppa dei Caraibi
| Anno | Luogo                                   | Piazzamento      | V | N | P | Gol |
| ---- | --------------------------------------- | ---------------- | - | - | - | --- |
| 1991 | Giamaica                                | Non qualificata  | - | - | - | -   |
| 1992 | Trinidad e Tobago                       | Non qualificata  | - | - | - | -   |
| 1993 | Giamaica                                | Non partecipante | - | - | - | -   |
| 1994 | Trinidad e Tobago                       | Non qualificata  | - | - | - | -   |
| 1995 | Isole Cayman / Giamaica                 | Non qualificata  | - | - | - | -   |
| 1996 | Trinidad e Tobago                       | Non partecipante | - | - | - | -   |
| 1997 | Antigua e Barbuda / Saint Kitts e Nevis | Non partecipante | - | - | - | -   |
| 1998 | Giamaica / Trinidad e Tobago            | Non partecipante | - | - | - | -   |
| 1999 | Trinidad e Tobago                       | Non qualificata  | - | - | - | -   |
| 2001 | Trinidad e Tobago                       | Non qualificata  | - | - | - | -   |
| 2005 | Barbados                                | Non qualificata  | - | - | - | -   |
| 2007 | Trinidad e Tobago                       | Non partecipante | - | - | - | -   |
| 2008 | Giamaica                                | Non partecipante | - | - | - | -   |
| 2010 | Martinica                               | Non qualificata  | - | - | - | -   |
| 2012 | Antigua e Barbuda                       | Non qualificata  | - | - | - | -   |
| 2014 | Giamaica                                | Non qualificata  | - | - | - | -   |
| 2017 | Martinica (bandiera)                    | Non partecipante | - | - | - | -   |

## Rosa attuale
Lista dei giocatori convocati dal CT Willie Donachie per la sfida contro Trinidad e Tobago, valevoli per le qualificazioni alla CONCACAF Gold Cup 2021.
Presenze, reti e numerazione aggiornate al 2 luglio 2021.
| 1  | P | Corrin Brooks-Meade  | 19 marzo 1988     | 16 | 0 | Oroklini-Troulloi  |  |  |
| 13 | P | Kymani Nelson        | 04 marzo 2004     | 0  | 0 | Enfield Town       |  |  |
|    |   |                      |                   |    |   |                    |  |  |
| 23 | D | Dean Mason           | 28 febbraio 1989  | 18 | 0 | svincolato         |  |  |
| 5  | D | Joey Taylor          | 18 agosto 1997    | 15 | 1 | Cray Wanderers     |  |  |
| 22 | D | Craig Braham-Barrett | 01 settembre 1988 | 15 | 0 | Tonbridge Angels   |  |  |
| 19 | D | Nathan Pond          | 05 gennaio 1985   | 8  | 2 | AFC Telford United |  |  |
| 15 | D | Marshall Willock     | 07 aprile 2000    | 3  | 0 | svincolato         |  |  |
| 16 | D | Jernade Meade        | 15 ottobre 1992   | 2  | 0 | Dartford           |  |  |
|    |   |                      |                   |    |   |                    |  |  |
| 12 | C | Alex Dyer            | 11 giugno 1990    | 18 | 0 | Wealdstone         |  |  |
| 11 | C | James Comley         | 24 gennaio 1991   | 15 | 1 | svincolato         |  |  |
| 10 | C | Brandon Comley       | 18 novembre 1995  | 13 | 0 | Bolton Wanderers   |  |  |
| 6  | C | Rohan Ince           | 08 novembre 1992  | 5  | 1 | Woking             |  |  |
| 4  | C | Kaleem Simon         | 08 luglio 1996    | 5  | 0 | Welling United     |  |  |
| 18 | C | Matthew Whichelow    | 28 settembre 1991 | 5  | 0 | svincolato         |  |  |
| 3  | C | Lewis Duberry        | 07 marzo 2003     | 0  | 0 | Shrewsbury Town    |  |  |
|    |   |                      |                   |    |   |                    |  |  |
| 7  | A | Spencer Weir-Daley   | 05 settembre 1985 | 14 | 3 | Spalding United    |  |  |
| 9  | A | Lyle Taylor          | 29 marzo 1990     | 11 | 7 | Nottingham Forest  |  |  |
| 20 | A | Massiah McDonald     | 20 agosto 1990    | 10 | 0 | Nuneaton Borough   |  |  |
| 14 | A | Jamie Allen          | 25 maggio 1995    | 7  | 0 | F.C. Halifax Town  |  |  |